# Ad libitum
Ad libitum es una expresión del latín que significa literalmente 'a placer, a voluntad' y quiere decir 'como guste'. Con frecuencia aparece abreviado como ad lib. 
La expresión a bene placito ('a buen placer [de uno]') es aproximadamente sinónima y menos común. Pero en su forma italiana a piacere entró en la lengua vehicular musical. Este término, como se ve a continuación, se emplea en distintas disciplinas como la música, la biología o la política.

## En música

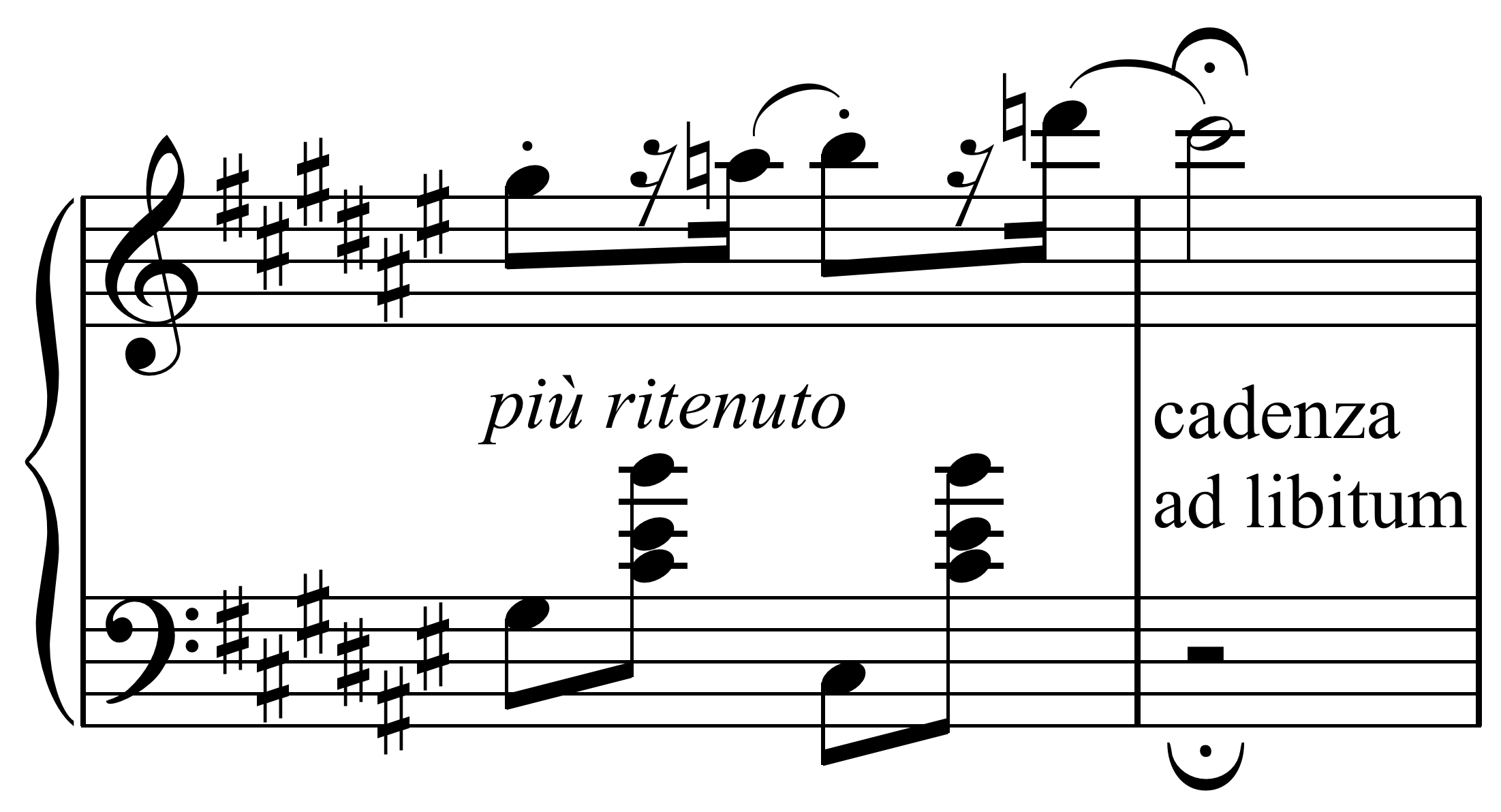
Fragmento de la partitura de la Rapsodia Húngara n.º 2 de Franz Liszt.

En este campo ad libitum es una indicación musical que significa "a voluntad" y puede aparecer en partituras y partichelas. Puede tener varios significados al señalar que el intérprete musical o director tienen a su disposición una variedad de criterios que pueden adoptar con respecto a un pasaje determinado:
- para interpretar el pasaje en un ritmo libre en vez del tempo estricto o «metronómico». Es la práctica conocida como rubato cuando no está expresamente indicada por el compositor. La alteración afecta sólo a los tempos, pero nunca a las notas;
- para improvisar una línea melódica que encaje en la estructura general establecida por las notas o los acordes anotados en el pasaje;
- para omitir una parte instrumental, como puede ser un acompañamiento que no es esencial, por la duración del pasaje. En este caso es la indicación opuesta a obbligato;
- cuando aparece la frase «repetir ad libitum», para tocar el pasaje de un número arbitrario de veces (véase ostinato).

En otras ocasiones, también puede aparecer para señalar que dicha pieza musical se puede interpretar con o sin el instrumento que indique. Por ejemplo, contrafagot "ad libitum" o "ad lib." (en forma abreviada).
La indicación a piacere tiene un significado más restringido, generalmente en referencia a solamente los dos primeros tipos de criterios. 
La música barroca, en especial, cuenta con un ad libitum escrito o implícito, conforme al cual la mayoría de los compositores insinúan la libertad que tienen el intérprete y el director de orquesta.
Para la música clásica posterior al estilo barroco y el jazz, véase cadenza.
Fue un recurso utilizado con frecuencia por Erik Satie.[cita requerida]

## En otros campos

### En biología
Ad libitum se usa también en psicología y en biología para referirse al peso de un animal cuando todavía no se ha impuesto ningún control sobre su alimentación. Un ejemplo de este uso podría ser: "El peso ad libitum de la rata fue de 320 gramos". En estudios nutricionales, la frase denota el libre acceso de un animal a agua o alimento cuando dejamos que sean las necesidades biológicas de este las que regulen el consumo. Por ejemplo: "Se les proporcionó a las ratas acceso ad libitum a alimentos y agua."
En los estudios de campo de la biología también puede significar que la información fue obtenida espontáneamente sin un método específico.

### En medicina
En los prospectos e investigación clínica, la abreviación ad lib. indica que la administración depende de la voluntad del paciente.

### En liturgia católica
Ad libitum se utiliza en la liturgia católica cuando se hace referencia a una fiesta religiosa o memoria libre de la celebración de un santo del santoral católico que se puede celebrar o no, a consideración o discreción del celebrante o presidente de la celebración litúrgica.

### En política
Por supuesto se emplea también para referirse a decisiones políticas que se toman "a piacere", es decir, centrándose en los intereses propios en lugar de en los de los votantes.

### En actuación
Cuando se lee "ad lib" en un guion de cine, teatro o televisión, generalmente es para indicarles a los actores que deben improvisar, por ejemplo, algunos diálogos.